# Резі Гаммерер
Терезе «Резі» Гаммерер  (нім. Therese "Resi" Hammerer, 18 лютого 1925) — австрійська гірськолижниця, олімпійська медалістка.

## Виступи на Олімпіадах
| Олімпіада        | Дисципліна              | Місце |
| ---------------- | ----------------------- | ----- |
| Санкт-Моріц 1948 | швидкісний спуск        | 3     |
| Санкт-Моріц 1948 | слалом                  | 7     |
| Санкт-Моріц 1948 | гірськолижна комбінація | 12    |